# Brachystelma maritae
Brachystelma maritae är en oleanderväxtart som beskrevs av R. Peckover. Brachystelma maritae ingår i släktet Brachystelma och familjen oleanderväxter. Inga underarter finns listade i Catalogue of Life.